# Президентські вибори в Тунісі 2014
Президентські вибори в Тунісі відбулися 23 листопада 2014 року (перший тур)  . 
Позаяк жоден із кандидатів не набрав більше 50% голосів , другий тур відбувся 21 грудня. 
Ці вибори стали третіми після революції 2011 року.